# Mastigoproctus maximus
Mastigoproctus maximus är en spindeldjursart som först beskrevs av Tarnani 1889.  Mastigoproctus maximus ingår i släktet Mastigoproctus och familjen Thelyphonidae. Inga underarter finns listade i Catalogue of Life.